# Кипријанова куга
Кипријанова куга назив је за пандемију смртоносне заразне болести, највероватније великих богиња, која је погодила подручје тадашњег Римског царства од 250. до око 270. године. Назив је добила по Светом Кипријану који је ову пандемију спомињао у својим списима. Одузела је живот двојице римских царева - Хостилијана 251. и Клаудија Готског 270. Претпоставља се да је ова болест пандемијских размера значајно утицала на бројне проблеме, и кризу друштва којој је било изложено Римско царство у 3. веку.

## Порекло назива
Савремени историчари ову пандемију изазвану највероватније великим или малим богињама, назвали по Светом Кипријану, који је ову епидемију описао у својим списима.

## Услови који су владали у време пандемије
Претпоставља се, да су се први знаци куге јавили у источном делу Римског царства с краја 240., одакле се болест проширила на Италију 248. године У 251, познато је да је у епидемији страдао Хостилијан (251), римски цар Требонијан Гал (251-253) и Деције Трајан (249-251), који је умро у борби са готским племенаима у Битки код Абрита која је вођена од 250 до 266, на врхунцу епидемије, у којој је до 5 000 људи дневно умирало у Риму. Битка код Абрита представља је први случај да је римски цар погинуо у борби против паганске војске и први случај да су варвари некажњено опљачкали римску државу. Писац Амијан Марцелин је битку описао као најгори пораз Римљана од Теутобуршке шуме, а пре битке код Хадријанопоља. Хришћани су пораз тумачили као Божији гнев. Савремени историчари је сматрају последицом и епидемије куге деморализације римских војника током криза у другој половини 3. века.

## Епидемиологија
Током старог века познато је више великих епидемија, али занимљиво је приметити да извори бележе све епидемије као епидемије куге, иако су антички лекари познавали различите болести попут дифтерије, маларије или дизентерије. Међутим када се тадашњи описи епидемија упореде са данашњим медицинским знањима лако се може утврдити да епидемија није имала везе са кугом.
Историчар Вилијам Мекнил сматра, да су Антонинијева куга, као и каснија Кипријанова куга (251-270) заправо две различите болести, једна изазвана великим богиња а друга малим богињама, иако не нужно тим редом. Он то доказује чињеницом да Европа не би претрпела озбиљне последице и да се обе болести нису јављале истовремено, јер би иначе становништво већ у првој епидемији стекло солидан имунитет за преживљавање. 
Други историчари међутим верују да су у оба случаја епидемију изазвале велике богиња. Ова друга хипотеза највероватније је тачнија с обзиром да је процењен датума када је настала молекуларна еволуција богиња, која се јавила после 500. године.

## Последице
Период пандемије карактерише се значајним смањењем броја пореских обвезника, и масовним напуштањем територије централне Италије, што је довело до појаве мочвара, а тиме створило услове за даље ширење епидемије у до тада здрава приобална подручја Етрурије и Лација. Поред тога, војска је била у сталном покрету по одлукама царства, што је такође утицало на појаву све бројнијих случајева међу међу војницима због ширења болести.
Још једно питање треба размотрити у овој епидемији а то је хришћанство. Многи научници сматрају да је Кипријанова куге била један од главних фактора који су довели до ширења и преласка Римљана у хришћанску веру током 3. века. У том периоду, према латинском историчару Баронију, настао је хришћански обичај одевања у црно - која је била боја жалости. Примена црне одеће као знака жалости забележена је у време владавине Хадријана (117-138), када је цар био обучен у црну одећу девет дана након смрти Плотине, супруге Трајана (98-117).